# Sökandet efter Skattkammarön
Sökandet efter Skattkammarön (Originaltitel: Search for Treasure Island) är en australisk äventyrsserie från 1998. Sju personer blir skeppsbrutna på en ö som visar sig vara "Skattkammarön" från Robert Louis Stevensons berömda roman. På ön finns människor som levt på ön i flera hundra år och hindras att lämna ön av den kraftiga stormen runt ön som pågår konstant. Serien sändes i SVT 2004 i samband med sommarlovsprogrammet Sommarkåken. Serien reprissändes sedan i SVT under våren 2006, dock med två veckors sändningsuppehåll på grund av de olympiska vinterspelen i Turin, vilket sändes just i SVT.
Serien finns arkiverad och digitaliserad i Svensk mediedatabas. SVT kommer dock inte sända serien igen då de inte har kvar rättigheterna att visa den.